# Vladar (Machiavelli)
Pomembnost Niccola Machiavellija sloni predvsem na njegovi politični razpravi Vladar (italijansko Il Principe), napisani okrog leta 1513 in neobjavljeni do leta 1532, pet let po avtorjevi smrti. Pravzaprav to Machiavellijevo delo ne sodi k ostalim, objavljenim še za časa njegovega življenja, vendar je zagotovo najbolj poznano in je privedlo do izrazov, kot je makiavelizem.

## Povzetek
Temeljno vprašanje, s katerim se ukvarja delo, je: kako lahko vladajoči ali na prestol čakajoči vladar vzpostavi in obdrži najmočnejšo možno oblast, torej, kako lahko pridobi in zadrži moč. Po Machiavelliju se morajo nravna načela povsem umakniti koristnosti, iz česar sledi, da mora vladar do sveta imeti vselej enak odnos; njegovi prebivalci se ne spreminjajo niti na bolje, niti na slabše. Vladarjeva dolžnost je z danimi ljudmi doseči kar najboljši izid, ne da bi se oziral na pridobivanje njihove izobrazbe ali prosvetljenja, kar je zgodnja oblika utilitarizma. 
Najprej je Machiavelli razpravljal o učinkovitih postopkih vladanja različnim vrstam dežel. Bralcu kot pripadniku vladajoče aristokracije je razkril najboljše načine za pridobitev, vzdrževanje in zaščito njihove države, temelječe na monopolu nasilja in vojni. 
Zatem je razložil sposobnosti, ki naj bi jih imel popoln vladar. Te še vedno navajajo v sodobnih besedilih o vodstvu. Učinkovit politični voditelj naj bi imel:
- željo po posnemanju vedenja velikih mož, na primer tistih iz Starega Rima, saj je bilo delo pisano v renesansi
- sposobnost prikazovanja pomembnosti vlade za ustvarjanje dobrobiti ljudstva, na primer s prikazom posledic dopuščanja vladavine drhali, če bi za nekaj časa popustili prijem na ljudstvo
- predanost vojni umetnosti – četudi le za preživetje države
- razumevanje, da so očitne krutosti in trdo ravnanje nujne za vzdrževanje stabilnosti in moči
- preudarnost glede na izplačilo premoženja nekoga
- iskanje nasvetov le tedaj, ko je to potrebno

Zadnjih nekaj poglavij govori o Italiji v času nastanka dela, vključujoč spodbujanje k osvoboditvi dežele izpod barbarov, kakor imenuje Francoze, ki so pogosto vpadali v severno Italijo in si jo lastili.

## SporočiloVladarja
Machiavelli zanika vsako povezavo med etiko in politiko, kar je motilo številne njegove sodobnike. Vladar naj bi si prizadeval, da bi izgledal milosten, veren, pošten in etičen, vendar mu njegove prave dolžnosti preprečujejo, da bi bil tak v resnici.
Površno branje Vladarja pripelje do sklepa, da cilj posvečuje sredstva in napeljuje k zanemarjanju moralnih vidikov vladanja. Vendar Machiavelli postavlja uspešnemu vladarju vrsto omejitev glede krutih ali nepravičnih dejanj. Prvič, edini sprejemljiv cilj takih dejanj je le utrditev in zdravje države; oblast in moč posameznika ne more utemeljiti krutosti in nepravičnosti. Drugič, Machiavelli se ne povsem odreče moralnosti, pri morebitnih nemoralnih dejanjih pa zagovarja omejitve. Kruti ukrepi morajo biti hitri, učinkoviti in časovno omejeni. 
Nekatere najbolj znane maksime (življenjska vodila) iz dela se danes pogosto navajajo, navadno pri grajanju političnih voditeljev:
- »Bolje je vzbujati strah, kot biti ljubljen,« čeprav ni bolje biti osovražen, niti se izogibati čednosti in pravičnosti, če to ne ogroža moči.
- »Cilj posvečuje sredstva.« Tu je potrebno omeniti, da je ta navedek pravzaprav napačen prevod Vladarja. Besede, o katerih govorimo, so natančneje prevedene: »V dejanjih vseh ljudi, posebej vladarjev, ki niso zavezani apelacijskemu sodišču, moramo vedno gledati na konec. Naj torej vladar zmaguje in vzdržuje državo; njegove postopke bodo imeli za vredne in vsakdo jih bo poveličeval, zakaj množice vedno navdušuje površinski izgled stvari in izid podjetja.«

Bistvo torej ni v nenravnosti ali sprijenosti vladarja, temveč v tem, da njegovo nravnost omejuje njegovo izpolnjevanje dolžnosti do države. Končno Machiavelli odklanja predvsem odsotnost oblasti (anomijo), ki je za državo in državljane najbolj pogubna. Makiavelizem kot skrajno negativna oznaka političnega ravnanja ni povsem upravičena. 

## Odzivi
Machiavellijevo ime in izraz makiavelističen sta se dolgo časa uporabljala kot očitek, kar lahko v veliki meri pripišemo nepopolnemu razumevanju njegovih postopkov. Vendar v vprašanju jasnosti njegovih misli in sloga med kritiki ni nasprotujočih si mnenj. V splošnem mu pripisujejo ustanovitev evropske in azijske miselne šole, navezujoče se celo na miselnost Kitajcev Sun Cuja in Konfucija. Zadnji je posebej poudarjal vrednost posnemanja pri ustvarjanju navad.
Machiavelli je v upanju, da bi pridobil zaposlitev, Vladarja posvetil Lorenzu di Pieru Medičejskemu, vendar mu ta ni odpustil prejšnjega zavzetega dela za fiorentinsko republiko in Machiavelliju poklon ni prinesel ničesar. Delo je bilo uvrščeno na seznam prepovedanih knjig rimskokatoliške Cerkve (Index librorum prohibitorum), deloma zato, ker je izzivala starejše krščanske politične teorije Tomaža Akvinskega in Avguština, katerim je Cerkev že dolgo časa zaupala.
Machiavellijevi pogledi na vzorne lastnosti vladarja so bili posebno sporen, sodoben in smotrn del knjige. Kasnejša politična filozofija je te teme mnogokrat ponavljala, še posebej v 20. stoletju, ko so bili taki pogledi nekaj bolj ali manj običajnega. 
Morda se je bolj smiselno vprašati, katere teorije 20. stoletja v svojih zaključkih niso makiavelistične. Posebej tiste o vladi in politični ekonomiji dobršen del dolgujejo temu renesančnemu delu. Delu Vladarja lahko pripišemo tudi kasnejše nravno opravičilo kolonizacije Amerik v 16. stoletju, čeprav so mnogi kolonisti in imperiji kljub dobršni meri nravnega nasprotovanja nadaljevali z osvajanjem.
Machiavellijeve ključne misli so odklanjali tudi številni renesančni humanisti, kot na primer Erazem Rotterdamski. Vladar je izzval rimskokatoliško sholastično filozofijo, da bi poiskala versko misel razsvetljenstva in tako tudi sodobnega časa. Zato zaseda edinstveno mesto v razvoju evropske misli.